# Mniobryum rubrum
Mniobryum rubrum är en bladmossart som beskrevs av Hugh Neville Dixon 1930. Mniobryum rubrum ingår i släktet Mniobryum och familjen Bryaceae. Inga underarter finns listade i Catalogue of Life.